# Oscarsgalan 2017
Oscarsgalan 2017 var den 89:e upplagan av Academy Awards. Den belönade insatser under filmåret 2016 och hölls på Dolby Theatre i Los Angeles den 26 februari 2017. Galan sändes av ABC och producerades av Michael De Luca och Jennifer Todd. Programledaren och komikern Jimmy Kimmel debuterade som värd för galan.
La La Land fick 14 nomineringar, och delar därmed rekordet i antal Oscarsnomineringar med Allt om Eva och Titanic. Den vann till sist flest priser med sex vinster, inklusive för Bästa regi, och Bästa foto till svensken Linus Sandgren. Moonlight belönades med tre priser, inklusive för Bästa film. Den svenska filmen En man som heter Ove var nominerad till Bästa icke-engelskspråkiga film och Bästa smink, men vann ingen av kategorierna. Även svenskarna Max Martin och Shellback var nominerade till priset Bästa sång för låten "Can't Stop the Feeling!" från Trolls, men vann inte heller.
Värt att notera från detta år var att La La Land felaktigt utsågs till vinnare av Bästa film. Några minuter senare korrigerades uppgiften med förklaringen att det faktiskt var filmen Moonlight som vann det stora priset.

## Datum och händelser
| Datum            | Händelse                     |
| ---------------- | ---------------------------- |
| 12 november 2016 | Governors Awards             |
| 5 januari 2017   | Nomineringsröstning börjar   |
| 13 januari 2017  | Nomineringsröstning slutar   |
| 24 januari 2017  | Nomineringarna presenteras   |
| 13 februari 2017 | Sista röstningen börjar      |
| 21 februari 2017 | Sista röstningen slutar      |
| 26 februari 2017 | 89:e upplagan av Oscarsgalan |

## Governors Awards
Den åttonde upplagan av Governors Awards hölls 12 november 2016, där följande personer fick motta specialpriser:

### Heders-Oscar
- Jackie Chan
- Anne V. Coates
- Lynn Stalmaster
- Frederick Wiseman

## Vinnare och nominerade
Nomineringarna tillkännagavs den 24 januari 2017 via direktsändning från Oscarsgalans officiella webbplats och presenterades av regissörerna Guillermo del Toro och Jason Reitman, ordföranden Cheryl Boone Isaacs, skådespelarna Brie Larson, Marcia Gay Harden, Glenn Close, Jennifer Hudson och Ken Watanabe, och fotografen Emmanuel Lubezki. Vinnarna listas i fetstil.

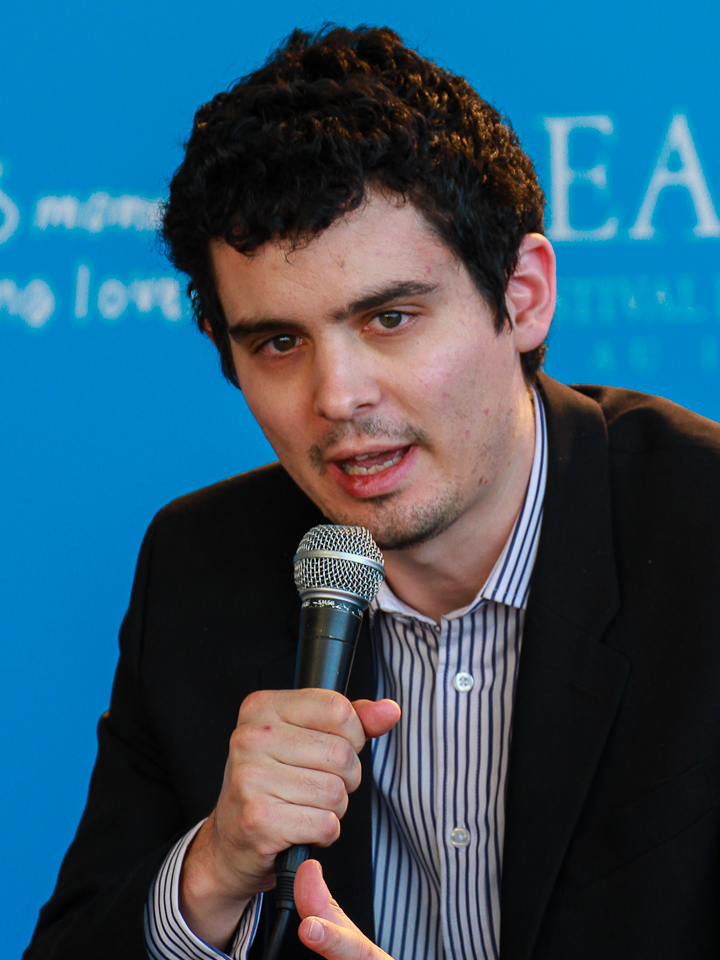
Damien Chazelle
Bästa regi

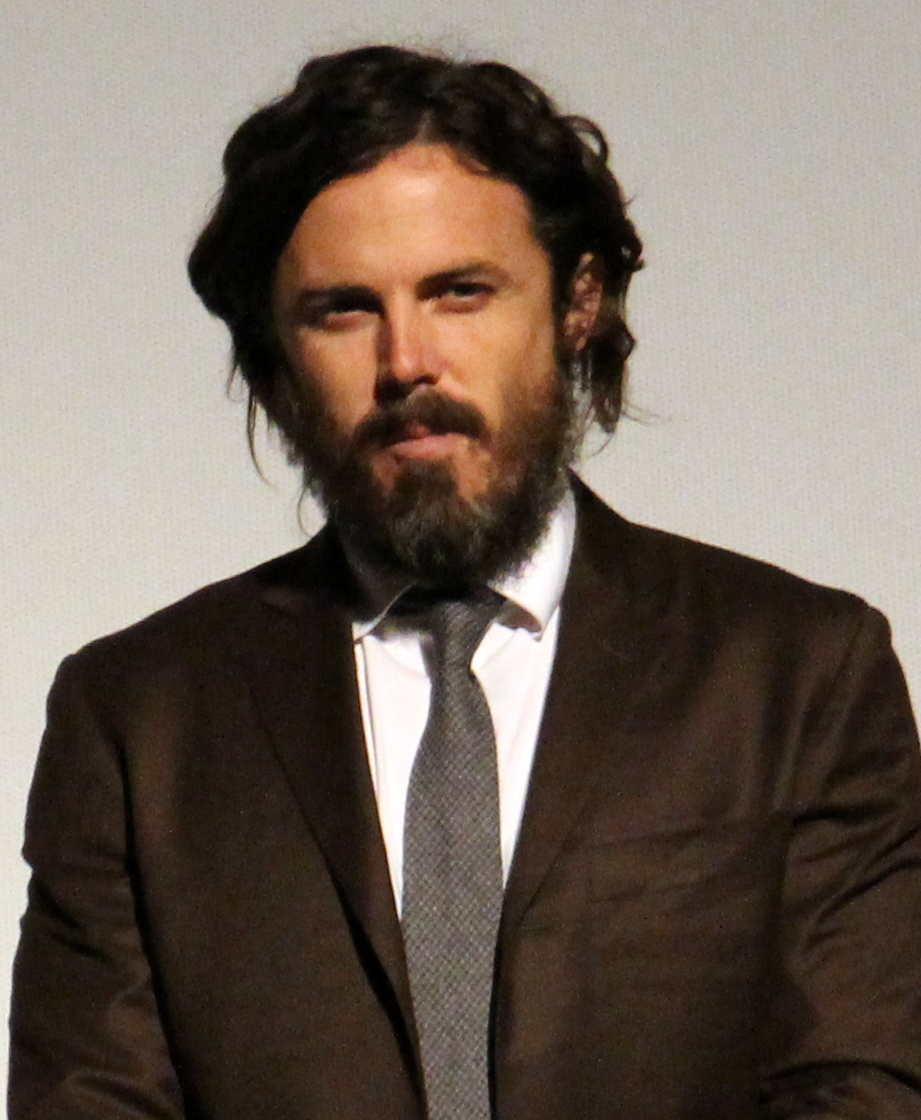
Casey Affleck
Bästa manliga huvudroll

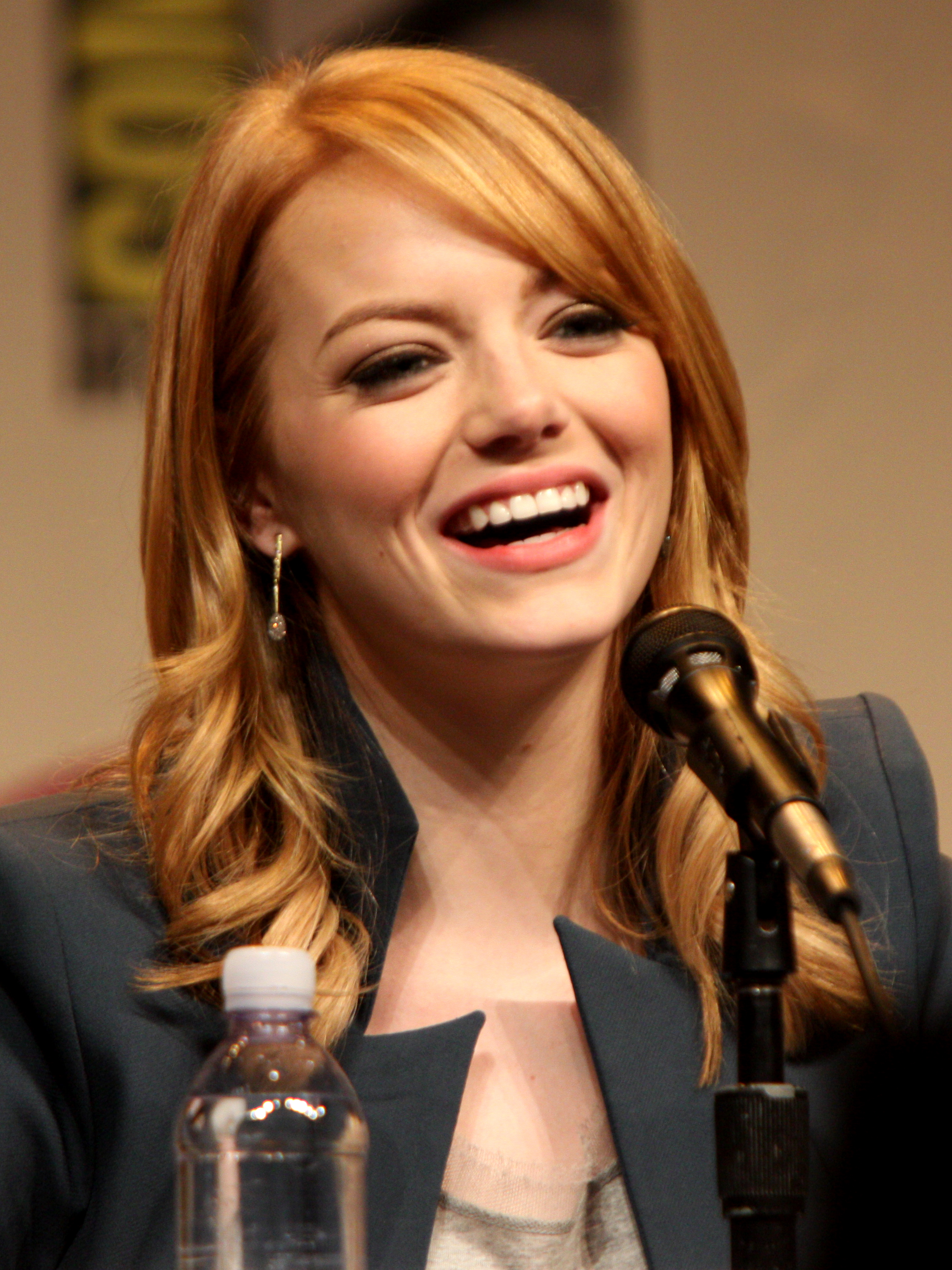
Emma Stone
Bästa kvinnliga huvudroll

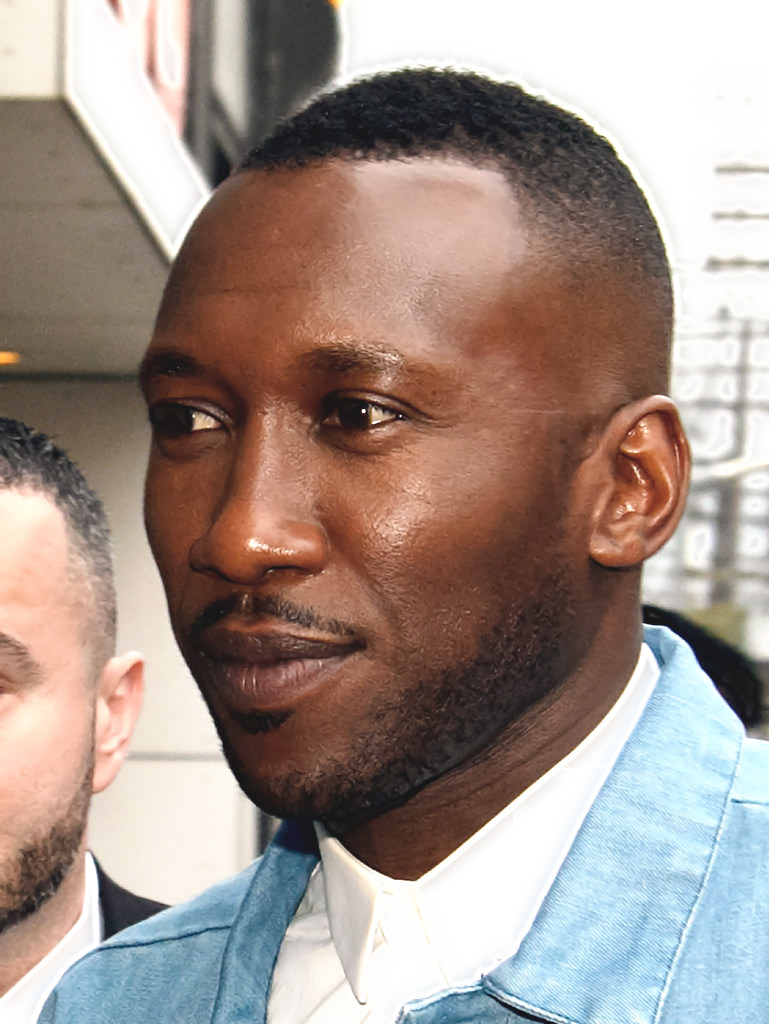
Mahershala Ali
Bästa manliga biroll

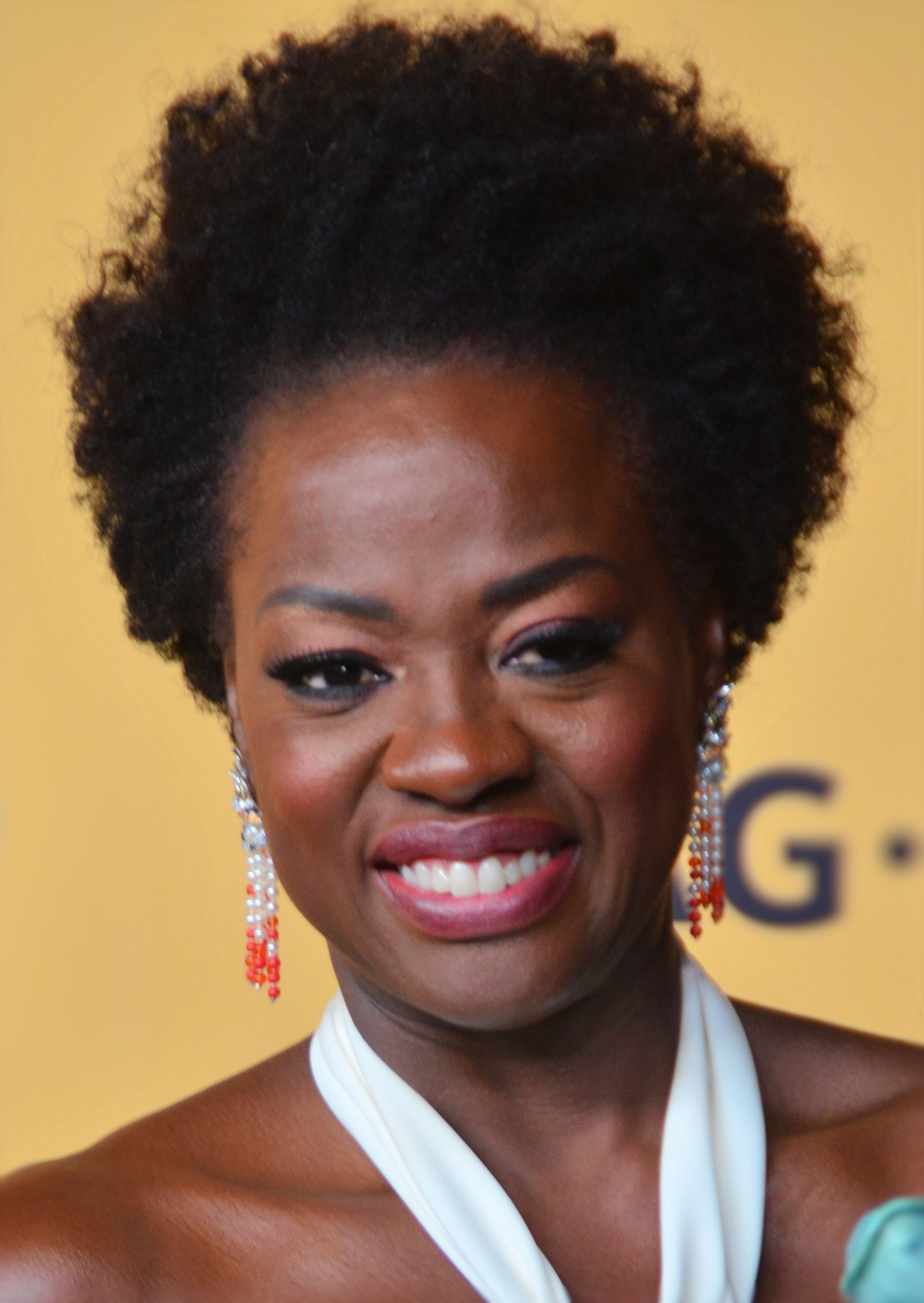
Viola Davis
Bästa kvinnliga biroll

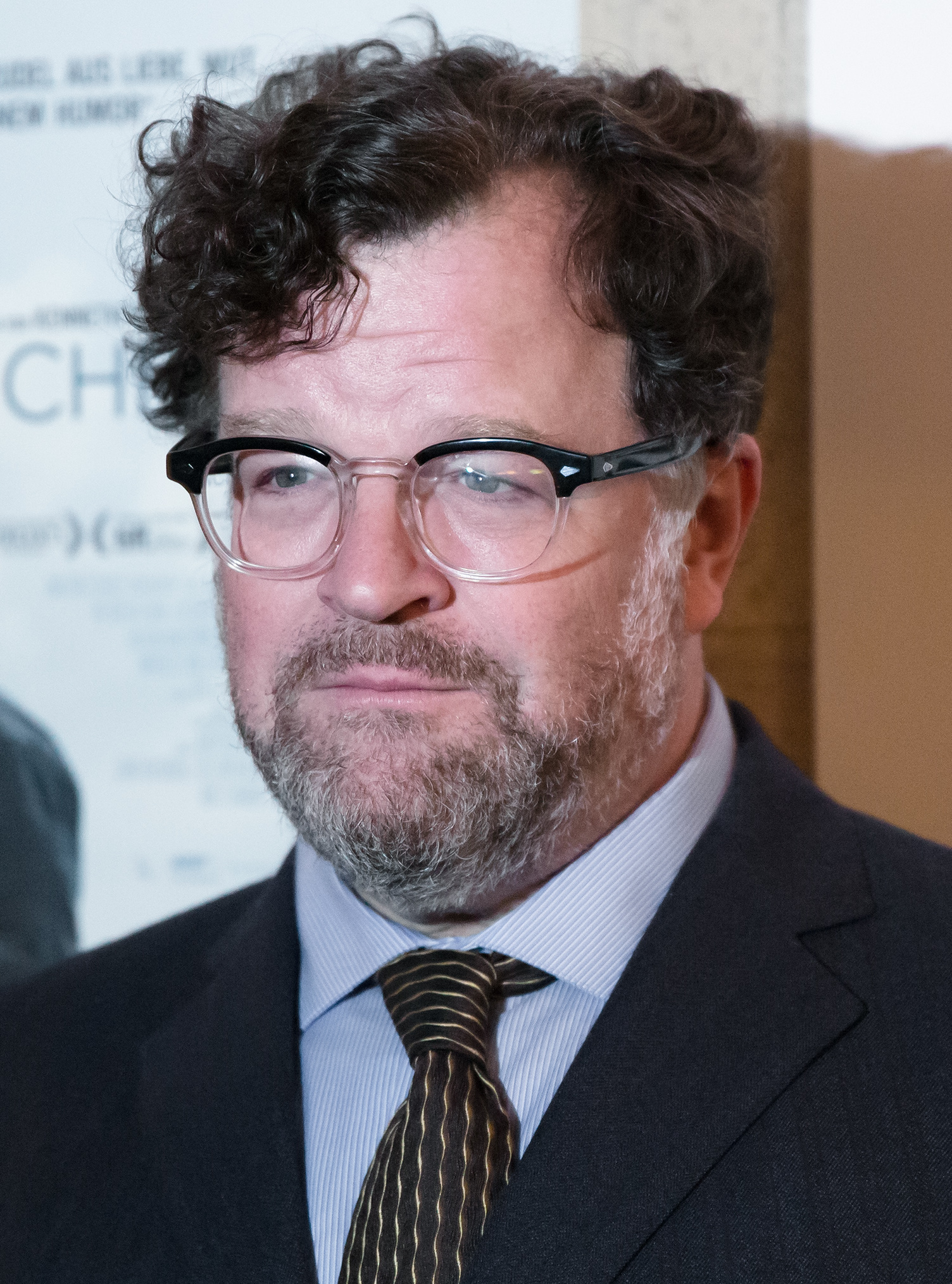
Kenneth Lonergan
Bästa originalmanus

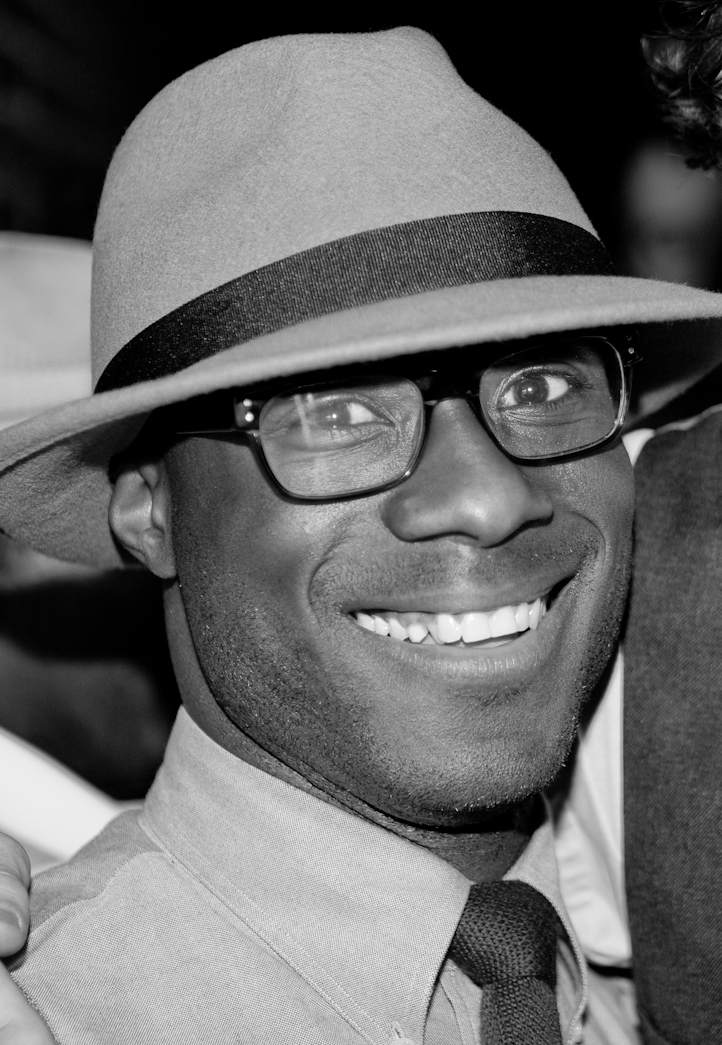
Barry Jenkins
Bästa manus efter förlaga

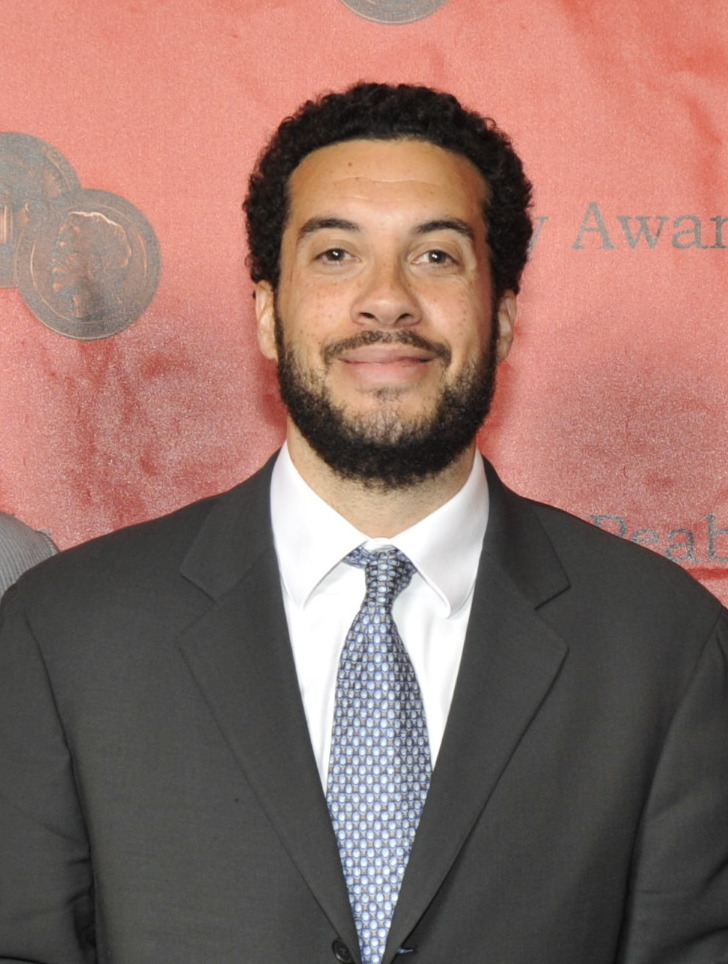
Ezra Edelman
Bästa dokumentär

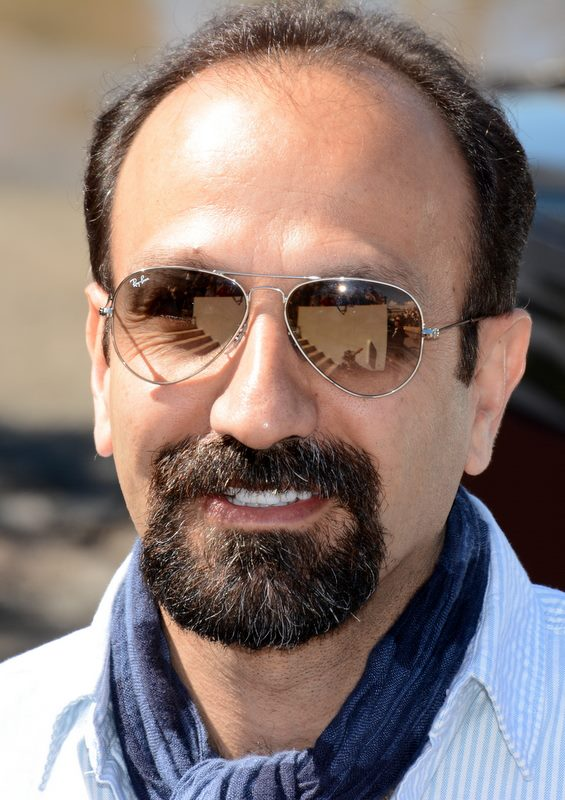
Asghar Farhadi
Regissör till Bästa icke-engelskspråkiga film

| Bästa film - Moonlight – Adele Romanski, Dede Gardner och Jeremy Kleiner - Arrival – Shawn Levy, Dan Levine, Aaron Ryder och David Linde - Dolda tillgångar – Donna Gigliotti, Peter Chernin, Jenno Topping, Pharrell Williams och Theodore Melfi - Fences – Scott Rudin, Denzel Washington och Todd Black - Hacksaw Ridge – Bill Mechanic och David Permut - Hell or High Water – Carla Hacken och Julie Yorn - La La Land – Fred Berger, Jordan Horowitz och Marc Platt - Lion – Emile Sherman, Iain Canning och Angie Fielder - Manchester by the Sea – Matt Damon, Kimberly Steward, Chris Moore, Lauren Beck och Kevin J. Walsh | Bästa regi - Damien Chazelle – La La Land - Mel Gibson – Hacksaw Ridge - Barry Jenkins – Moonlight - Kenneth Lonergan – Manchester by the Sea - Denis Villeneuve – Arrival |
| Bästa manliga huvudroll - Casey Affleck – Manchester by the Sea - Andrew Garfield – Hacksaw Ridge - Ryan Gosling – La La Land - Viggo Mortensen – Captain Fantastic - Denzel Washington – Fences | Bästa kvinnliga huvudroll - Emma Stone – La La Land - Isabelle Huppert – Elle - Ruth Negga – Loving - Natalie Portman – Jackie - Meryl Streep – Florence Foster Jenkins |
| Bästa manliga biroll - Mahershala Ali – Moonlight - Jeff Bridges – Hell or High Water - Lucas Hedges – Manchester by the Sea - Dev Patel – Lion - Michael Shannon – Nocturnal Animals | Bästa kvinnliga biroll - Viola Davis – Fences - Naomie Harris – Moonlight - Nicole Kidman – Lion - Octavia Spencer – Dolda tillgångar - Michelle Williams – Manchester by the Sea |
| Bästa originalmanus - Manchester by the Sea – Kenneth Lonergan - Alla tiders kvinnor – Mike Mills - Hell or High Water – Taylor Sheridan - La La Land – Damien Chazelle - The Lobster – Efthymis Filippou och Yorgos Lanthimos | Bästa manus efter förlaga - Moonlight – Barry Jenkins och Tarell Alvin McCraney - Arrival – Eric Heisserer - Dolda tillgångar – Theodore Melfi och Allison Schroeder - Fences – August Wilson (postum nominering) - Lion – Luke Davies |
| Bästa animerade film - Zootropolis – Byron Howard, Rich Moore och Clark Spencer - Kubo och de två strängarna – Travis Knight och Arianne Sutner - Mitt liv som Zucchini – Claude Barras och Max Karli - The Red Turtle – Michael Dudok de Wit och Toshio Suzuki - Vaiana – John Musker, Ron Clements och Osnat Shurer | Bästa icke-engelskspråkiga film - Iran – The Salesman - Australien – Tanna - Danmark – Under sanden - Sverige – En man som heter Ove - Tyskland – Min pappa Toni Erdmann |
| Bästa dokumentär - O.J.: Made in America – Ezra Edelman och Caroline Waterlow - Bortom Lampedusa – Gianfranco Rosi och Donatella Palermo - Det 13:e tillägget – Ava DuVernay, Spencer Averick och Howard Barish - I Am Not Your Negro – Raoul Peck, Rémi Grellety och Hébert Peck - Life, Animated – Roger Ross Williams och Julie Goldman | Bästa kortfilmsdokumentär - De vita hjälmarna – Orlando von Einsiedel och Joanna Natasegara - 4.1 Miles – Daphne Matziaraki - Extremis – Dan Krauss - Joe’s Violin – Kahane Cooperman och Raphaela Neihausen - Watani: My Homeland – Marcel Mettelsiefen och Stephen Ellis |
| Bästa kortfilm - Mindenki (Sing) – Kristóf Deák och Anna Udvardy - Ennemis Intérieurs – Selim Azzazi - La Femme et le TGV – Timo von Gunten och Giacun Caduff - Silent Nights – Aske Bang och Kim Magnusson - Timecode – Juanjo Giménez | Bästa animerade kortfilm - Piper – Alan Barillaro och Marc Sondheimer - Blind Vaysha – Theodore Ushev - Borrowed Time – Andrew Coats och Lou Hamou-Lhadj - Pear Cider and Cigarettes – Robert Valley och Cara Speller - Pearl – Patrick Osborne |
| Bästa filmmusik - La La Land – Justin Hurwitz - Jackie – Mica Levi - Lion – Dustin O'Halloran och Hauschka - Moonlight – Nicholas Britell - Passengers – Thomas Newman | Bästa sång - "City of Stars" från La La Land – Musik: Justin Hurwitz; Text: Benj Pasek och Justin Paul - "Audition (The Fools Who Dream)" från La La Land – Musik: Justin Hurwitz; Text: Benj Pasek och Justin Paul - "Can't Stop the Feeling!" från Trolls – Musik och Text: Justin Timberlake, Max Martin och Karl Johan Schuster - "The Empty Chair" från Jim: The James Foley Story – Musik och Text: J. Ralph och Sting - "How Far I'll Go" från Vaiana – Musik och Text: Lin-Manuel Miranda |
| Bästa ljudredigering - Arrival – Sylvain Bellemare - Deepwater Horizon – Wylie Stateman och Renee Tondelli - Hacksaw Ridge – Robert Mackenzie och Andy Wright - La La Land – Ai-Ling Lee och Mildred Iatrou Morgan - Sully – Alan Robert Murray och Bub Asman | Bästa ljud - Hacksaw Ridge – Kevin O'Connell, Andy Wright, Robert Mackenzie och Peter Grace - 13 Hours: The Secret Soldiers of Benghazi – Greg P. Russell, Gary Summers, Jeffrey J. Haboush och Mac Ruth - Arrival – Bernard Gariépy Strobl och Claude La Haye - La La Land – Andy Nelson, Ai-Ling Lee och Steve A. Morrow - Rogue One: A Star Wars Story – David Parker, Christopher Scarabosio och Stuart Wilson                                                                                |
| Bästa scenografi - La La Land – David Wasco och Sandy Reynolds-Wasco - Arrival – Patrice Vermette och Paul Hotte - Fantastiska vidunder och var man hittar dem – Stuart Craig och Anna Pinnock - Hail, Caesar! – Jess Gonchor och Nancy Haigh - Passengers – Guy Hendrix Dyas och Gene Serdena | Bästa foto - La La Land – Linus Sandgren - Arrival – Bradford Young - Lion – Greig Fraser - Moonlight – James Laxton - Silence – Rodrigo Prieto |
| Bästa smink - Suicide Squad – Alessandro Bertolazzi, Giorgio Gregorini och Christopher Nelson - En man som heter Ove – Eva von Bahr och Love Larson - Star Trek Beyond – Joel Harlow och Richard Alonzo | Bästa kostym - Fantastiska vidunder och var man hittar dem – Colleen Atwood - Allied – Joanna Johnston - Florence Foster Jenkins – Consolata Boyle - Jackie – Madeline Fontaine - La La Land – Mary Zophres |
| Bästa klippning - Hacksaw Ridge – John Gilbert - Arrival – Joe Walker - Hell or High Water – Jake Roberts - La La Land – Tom Cross - Moonlight – Joi McMillon och Nat Sanders | Bästa specialeffekter - Djungelboken – Robert Legato, Adam Valdez, Andrew R. Jones och Dan Lemmon - Deepwater Horizon – Craig Hammack, Jason Snell, Jason Billington och Burt Dalton - Doctor Strange – Stephane Ceretti, Richard Bluff, Vincent Cirelli och Paul Corbould - Kubo och de två strängarna – Steve Emerson, Oliver Jones, Brian McLean och Brad Schiff - Rogue One: A Star Wars Story – John Knoll, Mohen Leo, Hal Hickel och Neil Corbould                                          |

### Filmer med flera vinster
| Vinster | Film                  |
| ------- | --------------------- |
| 6       | La La Land            |
| 3       | Moonlight             |
| 2       | Manchester by the Sea |
| 2       | Hacksaw Ridge         |

### Filmer med flera nomineringar
| Nomineringar | Film                                        |
| ------------ | ------------------------------------------- |
| 14           | La La Land                                  |
| 8            | Arrival                                     |
| 8            | Moonlight                                   |
| 6            | Hacksaw Ridge                               |
| 6            | Lion                                        |
| 6            | Manchester by the Sea                       |
| 4            | Fences                                      |
| 4            | Hell or High Water                          |
| 3            | Dolda tillgångar                            |
| 3            | Jackie                                      |
| 2            | Deepwater Horizon                           |
| 2            | En man som heter Ove                        |
| 2            | Fantastiska vidunder och var man hittar dem |
| 2            | Florence Foster Jenkins                     |
| 2            | Kubo och de två strängarna                  |
| 2            | Passengers                                  |
| 2            | Rogue One: A Star Wars Story                |
| 2            | Vaiana                                      |

## Presentatörer och uppträdande

### Presentatörer
| Personer                                                               | Uppgift |
| ---------------------------------------------------------------------- | --- |
| Alicia Vikander                                                        | Presenterade priset för Bästa manliga biroll                                                                 |
| Jason Bateman och Kate McKinnon                                        | Presenterade priset för Bästa smink och Bästa kostym                                                         |
| Taraji P. Henson, Katherine Johnson, Janelle Monáe och Octavia Spencer | Presenterade priset för Bästa dokumentär                                                                     |
| Dwayne Johnson                                                         | Introducerade uppträdandet av Bästa sång nomineringen "How Far I'll Go"                                      |
| Cheryl Boone Isaacs                                                    | Special presentation belyser fördelarna med film och mångfald                                                |
| Sofia Boutella och Chris Evans                                         | Presenterade priset för Bästa ljudredigering och Bästa ljud                                                  |
| Vince Vaughn                                                           | Presenterade vinnarna av Heders-Oscars                                                                       |
| Mark Rylance                                                           | Presenterade priset för Bästa kvinnliga biroll                                                               |
| Shirley MacLaine och Charlize Theron                                   | Presenterade priset för Bästa icke-engelskspråkiga film                                                      |
| Dev Patel                                                              | Introducerade uppträdandet av Bästa sång nomineringen "The Empty Chair"                                      |
| Gael García Bernal och Hailee Steinfeld                                | Presenterade priset för Bästa animerade kortfilm och Bästa animerade film                                    |
| Jamie Dornan och Dakota Johnson                                        | Presenterade priset för Bästa scenografi                                                                     |
| Riz Ahmed och Felicity Jones                                           | Presenterade priset för Bästa specialeffekter                                                                |
| Michael J. Fox och Seth Rogen                                          | Presenterade priset för Bästa klippning                                                                      |
| Salma Hayek och David Oyelowo                                          | Presenterade priset för Bästa kortfilmsdokumentär och Bästa kortfilm                                         |
| John Cho och Leslie Mann                                               | Presenterar segmentet av Technical Achievement                                                               |
| Javier Bardem och Meryl Streep                                         | Presenterade priset för Bästa foto                                                                           |
| Ryan Gosling och Emma Stone                                            | Introducerade uppträdandet av Bästa sång nomineringarna "Audition (The Fools Who Dream)" och "City of Stars" |
| Samuel L. Jackson                                                      | Presenterade priset för Bästa filmmusik                                                                      |
| Scarlett Johansson                                                     | Presenterade priset för Bästa sång                                                                           |
| Jennifer Aniston                                                       | Presenterade In Memoriam-hyllningen                                                                          |
| Ben Affleck och Matt Damon ("gäst")                                    | Presenterade priset för Bästa originalmanus                                                                  |
| Amy Adams                                                              | Presenterade priset för Bästa manus efter förlaga                                                            |
| Halle Berry                                                            | Presenterade priset för Bästa regi                                                                           |
| Brie Larson                                                            | Presenterade priset för Bästa manliga huvudroll                                                              |
| Leonardo DiCaprio                                                      | Presenterade priset för Bästa kvinnliga huvudroll                                                            |
| Warren Beatty och Faye Dunaway                                         | Presenterade priset för Bästa film                                                                           |

### Uppträdande
| Personer                               | Uppträdde                                                            |
| -------------------------------------- | -------------------------------------------------------------------- |
| Justin Timberlake                      | "Can't Stop the Feeling!" från Trolls och "Lovely Day"               |
| Auli'i Cravalho och Lin-Manuel Miranda | "How Far I'll Go" från Vaiana                                        |
| Sting                                  | "The Empty Chair" från Jim: The James Foley Story                    |
| John Legend                            | "Audition (The Fools Who Dream)" och "City of Stars" från La La Land |
| Sara Bareilles                         | "Both Sides, Now" under In Memoriam                                  |

## In Memoriam
Den årliga In Memoriam-sektionen introducerades av Jennifer Aniston. Sara Bareilles framförde en version av "Both Sides, Now" under montaget. Innan montaget började lämnade Aniston sina kondoleanser till skådespelaren Bill Paxton, som gått bort dagen innan galan ägde rum. De som hedrades följde ordningen nedan:

- Arthur Hiller
- Ken Adam
- Tracy Scott
- Bill Nunn
- Alice Arlen
- George Kennedy
- Gene Wilder
- Donald P. Harris
- Paul Sylbert
- Michael Cimino
- Andrzej Wajda
- Patty Duke
- Garry Marshall
- Wilma Banks
- Emmanuelle Riva
- Janet Patterson
- Anton Yelchin
- Mary Tyler Moore
- Prince
- Kenny Baker
- John Hurt
- Jim Clark
- Norma Moriceau
- Fern Buchner
- Kit West
- Lupita Tovar
- Manlio Rocchetti
- Pat Conroy
- Nancy Reagan
- Abbas Kiarostami
- William Peter Blatty
- Ken Howard
- Tyrus Wong
- Hector Babenco
- Curtis Hanson
- Marni Nixon
- Ray West
- Raoul Coutard
- Zsa Zsa Gabor
- Antony Gibbs
- Om Puri
- Andrea Jaffe
- Richard Portman
- Debbie Reynolds
- Carrie Fisher

Ett foto på Jan Chapman användes av misstag för Janet Pattersons stycke.